# Xylochomitermes
Xylochomitermes es un género de termitas isópteras perteneciente a la familia Termitidae que tiene las siguientes especies:
1. Xylochomitermes aspinosus
2. Xylochomitermes melvillensis
3. Xylochomitermes occidualis
4. Xylochomitermes punctillus
5. Xylochomitermes reductus
6. Xylochomitermes tomentosus